# Dmitri Bondarenko
Pour les articles homonymes, voir Bondarenko.
 (février 2024).
La mise en forme du texte ne suit pas les recommandations de Wikipédia : il faut le « wikifier ».
Les points d'amélioration suivants sont les cas les plus fréquents :
- Les titres sont pré-formatés par le logiciel. Ils ne sont ni en capitales, ni en gras.
- Le texte ne doit pas être écrit en capitales (les noms de famille non plus), ni en gras, ni en italique, ni en « petit »…
- Le gras n'est utilisé que pour surligner le titre de l'article dans l'introduction, une seule fois.
- L'italique est rarement utilisé : mots en langue étrangère, titres d'œuvres, noms de bateaux, etc.
- Les citations ne sont pas en italique mais en corps de texte normal. Elles sont entourées par des guillemets français : « et ».
- Les listes à puces sont à éviter, des paragraphes rédigés étant largement préférés. Les tableaux sont à réserver à la présentation de données structurées (résultats, etc.).
- Les appels de note de bas de page (petits chiffres en exposant, introduits par l'outil «  Source ») sont à placer entre la fin de phrase et le point final[comme ça].
- Les liens internes (vers d'autres articles de Wikipédia) sont à choisir avec parcimonie. Créez des liens vers des articles approfondissant le sujet. Les termes génériques sans rapport avec le sujet sont à éviter, ainsi que les répétitions de liens vers un même terme.
- Les liens externes sont à placer uniquement dans une section « Liens externes », à la fin de l'article. Ces liens sont à choisir avec parcimonie suivant les règles définies. Si un lien sert de source à l'article, son insertion dans le texte est à faire par les notes de bas de page.
- La présentation des références doit suivre les conventions bibliographiques. Il est recommandé d'utiliser les modèles {{Ouvrage}}, {{Chapitre}}, {{Article}}, {{Lien web}} et/ou {{Bibliographie}}. Le mode d'édition visuel peut mettre en forme automatiquement les références.
- Insérer une infobox (cadre d'informations à droite) n'est pas obligatoire pour parachever la mise en page.

Pour une aide détaillée, merci de consulter Aide:Wikification.
Si vous pensez que ces points ont été résolus, vous pouvez retirer ce bandeau et améliorer la mise en forme d'un autre article.
Dmitri Mikhaïlovitch Bondarenko, né le 9 juin 1968 à Moscou, est un historien africaniste et anthropologue social. Docteur en sciences historiques (2000), professeur (2007), professeur de l'Académie des sciences de Russie (2015), membre correspondant de l'Académie des sciences de Russie (2016). Il est chercheur en chef - directeur adjoint de l'Institut d'études africaines de l'Académie des sciences de Russie, directeur du Centre international d'anthropologie de l'École supérieure d'économie de l'Université nationale de recherche, professeur de l'université d'État des sciences humaines de Russie. Cofondateur et coéditeur de la revue internationale « Social Evolution and History ».

## Biographie
Diplômé avec distinction du département d'ethnographie de la faculté d'histoire à l'université d'État de Moscou. M.V. Lomonossov (1990), Dmitri Bondarenko a également été candidat en sciences historiques en 1993. Le thème de sa thèse était « La société béninoise à la veille des premiers contacts avec les Européens : scène et traits civilisationnels »).
Depuis août 1990, il travaille à l'Institut d'études africaines. En avril 2008 il devient directeur adjoint des travaux scientifiques. En mars 2018, Dmitry Mikhailovich Bondarenko est promu en tant que chercheur en chef. Il est également conservateur du Centre d'étude des pays d'Afrique tropicale, du Centre d'histoire et anthropologie culturelle et Centre de recherche en sciences sociologiques et politiques.
Depuis septembre 1996, il enseigne à l'université d'État des sciences humaines de Russie et est professeur au Centre d'anthropologie sociale depuis sa création. En 2000, il soutient sa thèse de doctorat sur le thème « Le Bénin pré-impérial, la formation et l'évolution du système des institutions socio-politiques ».
Il est directeur du Centre international d'anthropologie de l'École supérieure d'économie de l'Université nationale de recherche depuis sa fondation en février 2018.
Il a été chercheur invité à l'université Northwestern (Evanston, aux États-Unis, 1993-1994), à l'institut Max-Planck (Göttingen, Allemagne, 2003, 2006), ainsi qu'à la Maison des sciences humaines (Paris, France, 2005).
Dans les années 1990-2010, il a donné des conférences et des cours dans des universités et des centres de recherche en Angola, en Égypte, en Russie, aux États-Unis, en Slovénie, en Tanzanie et en Ouganda . II est aussi membre de l'American Anthropological Association, de l'Association des anthropologues et ethnologues de Russie (membre du comité exécutif et président de la commission sur l'anthropologie politique), de l'Association for African Studies (aux États-Unis), de l'Association for African Studies of Australasia and Oceania, de l'Association européenne des anthropologues sociaux (de 2006 à 2008 il y est chef de la section des études africaines), de l'Union internationale des sciences anthropologiques et ethnologiques, de la Société des africanistes (France) et enfin de la Société pour l'étude de l'évolution culturelle.
Il a dirigé des recherches sur le terrain de scientifiques russes dans des pays africains : Tanzanie (2003, 2005, 2007), Nigeria (2006), Bénin (2008), Rwanda (2009), Zambie (2010), Ouganda (2017, 2018), ainsi que parmi les Africains en Russie (2007-2016), les Africains et les Afro-Américains aux États-Unis (2013-2015, 2022).
Il est membre du conseil d'experts de la Commission supérieure d'attestation de la fédération de Russie en histoire (2015-2022).
Ainsi que membre correspondant de l'Académie des sciences de Russie depuis le 28 octobre 2016 au département des sciences historiques et philologiques.
Bondarenko a été apprécié par Robert Carneiro et Henry Klassen.

## Domaines d'intérêt scientifique
- Théorie sociale;
- Théorie anthropologique;
- Histoire du monde ;
- Anthropologie politique ;
- Les sociétés préindustrielles ;
- Transformations socioculturelles et interaction interculturelle dans le monde moderne (aspects ethno-raciaux, religieux et internationaux) ;
- Les migrants des pays d'Afrique subsaharienne vers la Russie et les États-Unis ;
- Cultures et histoire des peuples d’Afrique subsaharienne.

## Travaux
Dmitri Bondarenko est l'auteur de plus de 500 publications scientifiques. Parmi les monographies individuelles et collectives :
- Post-Colonial Nations in Historical and Cultural Context. Lanham, MD: Lexington Books, 2023.
- African Americans and American Africans: Migration, Histories, Race and Identities. Canon Pyon: Sean Kingston Publishing, 2019.
- The Axial Ages of World History: Lessons for the 21st Century. Litchfield Park, AZ: Emergent Publications, 2014 (with K. Baskin).
- Homoarchy as a Principle of Culture's Organization. The 13th-19th Centuries Benin Kingdom as a Non-State Supercomplex Society. Moscow: URSS, 2006.
- A Popular History of Benin. The Rise and Fall of a Mighty Forest Kingdom. Frankfurt am Main etc.: Peter Lang, 2003 (with P.M. Roese).
- Political Parties in Africa (Special Issue of Journal of the Institute for African Studies. 2023, № 2 [63]).
- The Evolution of Social Institutions: Interdisciplinary Perspectives Archived 2020-11-12 at the Wayback Machine. Cham: Springer, 2020.
- The Omnipresent Past. Historical Anthropology of Africa and African Diaspora. Moscow: LRC Publishing House, 2019.
- Plural Trajectories: Introduction to African Futures (Special Issue of Journal of the Institute for African Studies. 2019, № 2 [47]).
- State Building, States, and State Transformation in Africa (Special Issue of Social Evolution and History. 2018. Vol. 17, № 1).
- Anthropology, History, and Memory in Sub-Saharan Africa. In Memoriam Michel Izard (Special Issue of Social Evolution and History. 2014. Vol. 13, № 2).
- Alternativeness in Cultural History: Heterarchy and Homoarchy as Evolutionary Trajectories. Moscow: Center for Civilizational and Regional Studies Press, 2007.
- The Early State, Its Alternatives and Analogues. Volgograd: Uchitel’, 2004.
- Nomadic Pathways in Social Evolution. Moscow: Center for Civilizational and Regional Studies Press, 2003.
- Alternatives of Social Evolution. Vladivostok: FEB RAS, 2000.
- Civilizational Models of Politogenesis. Moscow: Institute for African Studies Press, 2000.